# Heinrich Julius Tode
Heinrich Julius Tode, nemški teolog, pedagog, pesnik, mikolog, arhitekt in risar, * 31. maj 1733, Zollenspieker, † 30. december 1797, Schwerin.

## Življenje

### Otroštvo
Rodil se je v vasici Zollenspieker v hamburški soseski Vierlanden ob Labi očetu Johannu Dieterichu Todeju, pristojbinskem uradniku, in materi Agnese Marie, hčeri pridigarja Christiana Schlöpkena iz Lauenburga. Že kot otrok se je zanimal za rastlinstvo in imel svoj mali vrtiček. Po očetovi smrti leta 1744 se je mati z 9 otroki preselila v Hamburg, kjer je družina živela od vdovske podpore (Witwen-Versorgungsanstalt). Ker le-ta ni zadoščala, se je Tode že kot najstnik preživljal z inštruiranjem. Kljub temu je za kratek čas opustil šolanje, ker si je po obisku Johaneuma zamislil, da bi postal slikar - mati ga je le pregovorila, naj konča začeto šolanje.     

### Šolanje
Leta 1755 se je vpisal na Akademsko gimnazijo Hamburg, kjer so ga poučevali Hermann Samuel Reimarus, Michael Richey in Heinrich Gottlieb Schellhaffer. Navdušeni nad njegovo marljivostjo in znanjem so mu priskrbeli štipendijo, kar je še okrepilo veljavo, ki jo je bil v višjih krogih vzbudil z uspešnim pedagoškim delom. V letih 1757-1761 je v Göttingenu študiral teologijo. Ob koncu študija mu je uspelo izdati prvi spis, Elegije.

### Cerkvene in druge službe
Takoj po končanem študiju je sprejel službo domačega učitelja pri tovarnarju Joachimu Rudolphu Bentschneiderju v Pritzieru (Mecklenburg). Pri delu s tovarnarjevimi tremi otroki je bil zelo uspešen in menda naj bi mu prav zato še istega leta ponudili, naj zamenja pastorja v tamkajšnji cerkvi. Ker je Tode ponudbo sprejel, ga je prejšnji pastor očrnil pred vaško srenjo in zoper njega začel dolgo pravdo. Kasneje so mu namenili položaj dekana pri cerkvi sv. Katarine v Hamburgu, a Tode je ni hotel sprejeti, ker je bil v Pritzieru ravno sredi raziskovanja gliv, hkrati pa sta se z nekdanjo učenko 
Helene Dorotheo Bentschneider zaročila in leta 1764 poročila.
V tem času je Todeja vzel pod zaščito Maximilian von Schütz in ga, da bi se umaknil pred govoricami, povabil na svoje posestvo v Warlitzu. V svesti Todejevega matematičnega znanja in umetniških nagnjenj mu je zaupal gradnjo in opremljanje podružnične cerkve Sv. Trojice v Warlitzu. Tode je projekt vodil v letih 1765-1768; današnja cerkev je soraj v celoti ohranila podobo iz njegovih načrtov, vključno s simboliko. Prav tu se je Tode seznanil s skladateljem Johannom Christophom Schmüglom, čigar oče je bil v Pritzieru in Warlitzu organist, orglarjem Johannom Georgom Steinom in drugimi uveljavljenimi umetniki. Prek njih je zanj izvedel mecklenburški vojvoda Friderik Dobri, ljubitelj cerkvene glasbe, in pri Todeju naročil več besedil za kantate in oratorije. Ker so jih uglasbili znani skladatelji, kot so Johann Wilhelm Hertel, Johann Gottlieb Naumann in Antonio Rosetti, je tudi Tode na Nemškem zaslovel kot izvrsten libretist. Leta 1772 je izdal še brevir s pesmimi za domačo rabo. Hkrati se je ukvarjal z glivami. V svoji knjigi Fungi Mecklenburgenses Selecti, izšli v dveh zvezkih, je uvajal dvojno latinsko poimenovanje in urejal sistematiko, opisal pa je tudi številne mikroskopsko majhne glive in jih predstavil s kakovostnimi bakrorezi.

### Starost
Leta 1783 je bil imenovan za prošta, za stolničnega pridigarja, superindendenta in še nekaj drugih funkcij. Leta 1793 se je preselil v Schwerin. Toda zdi se, da ga je menjava okolja in pisarniško delo napravilo vse bolj melanholičnega; tik pred smrtjo je hotel uničiti vsa svoja dela - tako je bila izgubljena tudi knjiga Fungi Speziale, za katero so bili bakrorezi že v pripravi. Sodobni viri pravijo, da je bil izredno preprost in nedomišljav (najbrž se prav zato po njem ni ohranila nobena slika), vendar pa svojeglav in občutljiv, z velikim občutkom za sočloveka. Umrl je 30. decembra 1797, pokopan pa je bil v schwerinski stolnici 8. januarja 1798.

## Dela
- Elegien, Göttingen, Bossiegel 1762 (eigentlich: 1761)
- Christliche Lieder, Hamburg, Lüneburg 1771
- Dömitz, oder die Seufzer der Gefangenen, Schwerin 1777
- Sieben Lieder, v: Ludwigsluster Gesangbuch, herausgegeben von  Passow und Studemund
- Fungi Mecklenburgenses Selecti. Fasc. 1. Nova Fungorum Genera Complectens. I-viii, 1-50, Tafeln 1-7, Lüneburg 1790
- Fungi Mecklenburgenses Selecti. Fasc. 2. Generum Novorum Appendicem et Sphaeriarum Acaulium Subordines iii Priores Complectens. I-viii, 1-67, Tafeln 8-17, Lüneburg 1791.
- Fungi Mecklenburgenses Selecti 2: i-viii, 1-67, Tafeln 8-17, Lüneburg 1791 (J. F. G. Lemke)
- Geburt Christi (Kantate), (1774)
- Die Auferstehung Christi, (1777)
- Gabe des Hl.Geistes, (1778)
- Die Vorsehung
- O Lamm Gottes im Staube, (1780)
- Jesus in Gethsemane, (1780)
- Die Freunde am Grabe des Erlösers, (1782)
- Jesus in Banden,	(1782)
- Jesus in Purpur, (1783)
- Jesus vor Gericht, (1782)
- Ruf zur Buße. (1782)
- Zeit und Ewigkeit, (1783)
- Unser Vater, (1783)
- Gottes Wege, (1783)
- Die Selbstverleugnung, (1783)
- Unsere Brüder, (1785)
- Vertrauen auf Gott, (1787)
- Der Tod, (1787)
- Die Himmelfahrt Christi, (1787)
- Die Religion, (1788)
- Osterkantate, (1789)
- Das Winterfest der Hirten, (1789)
- Der Sieg des Messias, (1790)
- Halleluja, (1791)
- Verschiedene Kantaten zu Geburtstagen und Hochzeiten im Fürstenhaus.
- Botanische Bitten, Wünsche und Prämien, v: Monatsschrift von und für Mecklenburg 1792, Okt. S.379 u.ff.
- Mehrere Gelegenheitsgedichte, (Meusel a.a.O. S.92)